# Postanowienie wileńskie
Postanowienie wileńskie (Postanowienie litewskie po rozgromionych JPP Sapiehach i rozsiekaniu JP. Sapiehy, koniuszego W. Ks. Lit.) datowane 24 listopada 1700, podjęte jakoby przez Konfederację olkienicką wkrótce po zwycięskiej bitwie pod Olkienikami. Zarzucało Koronie wprowadzenie nikczemnych wolności polskich, ogłaszało Praw naszych wszelkich na nikczemne wolności polskie i WXL, od królów polskich i WXiążąt Lit. przodkom naszym danych i służących, wyrzekamy się, wzywając Augusta Mocnego do zaprowadzenia rządów absolutnych.
Sejm 1701 obradujący w Warszawie, obawiając się, aby cała Rzeczpospolita in absolutum dominium nie poszła, żądał zdemaskowania autorów tego paszkwilu, którego kopie zostały następnie spalone na rynku przez kata.
Nie ma między historykami zgody co do znaczenia tego dokumentu. Jedni widzą w nim ślad wczesnych dążeń do naprawy państwa, inni... prowokację polityczną, fałszywy manifest, mający na celu skompromitowanie króla w oczach szlachty. Nie można zresztą wykluczyć, że sam August pragnął ją sprowokować, by własnym wojskiem saskim zgnieść rebelizantów i ustanowić twarde prawo królewskie. O jednym bowiem wątpić nie wolno: fałszywe czy rzetelne, „postanowienie wileńskie" ujawnia rzeczywisty program Sasa.